# Abdou A. B. Njie
Abdou A. B. Njie (* im 20. Jahrhundert) ist ein gambischer Ökonom, Politiker und Banker. Er war Zentralbank-Gouverneur im westafrikanischen Staat Gambia.

## Leben
Njie hat den Bachelor of Science, einen Honours degree in Wirtschaftswissenschaften der Universität London und ein Postgraduiertendiplom in Agrarökonomie der University of Reading erworben.
Er war als Staatssekretär im Ministry of Economic Planning and Industrial Development (Ministerium für Wirtschaftsplanung und industrielle Entwicklung) (MEPID) beschäftigt und war als leitender Wirtschaftsberater des Finanz- und Wirtschaftsministers in monetären und makroökonomischen Fragen tätig. Weiter war er zehn Jahre lang als stellvertretender Gouverneur bei der Weltbank und dem Internationalen Währungsfonds (IWF) sowie als Berater der Afrikanischen Entwicklungsbank (ADB) und der Islamischen Entwicklungsbank (IDB) tätig.
Von Januar 1989 bis Oktober 1994 war er Gouverneur der Zentralbank von Gambia. Er wurde nach dem Putsch von Yahya Jammeh von Momodou Clarke Bajo abgelöst. Danach war Njie als Senior Management Consultant bei der Sahel Invest Management International (SIMI), einem führenden Beratungsunternehmen in Gambia, beschäftigt und Vorstandsmitglied der Sahel Bank of Industry and Commerce (BSIC) Gambia Ltd.
Ab 2017 gehört er einem 19-köpfigen nationalen Think Tank, ein unpolitisches und multidisziplinäres Expertengremium, das ausgewählt wurde, um die politische Richtung für die Regierung zu bestimmen, an.